# Zeami
Zeami (世阿弥, 1363-1443), de son nom complet Zeami Motokiyo, aussi appelé Kanze Motokiyo (観世 元清) du nom de l'école Kanze qu'il a créée avec son père, est un acteur et dramaturge japonais, ainsi que le théoricien du nô et l'un des grands dramaturges de l'histoire du théâtre japonais.

## Biographie
Fils de Kan'ami Kiyotsugu, acteur et directeur d'une troupe près de Nara, Zeami, à l'âge de 13 ans, et son père sont remarqués lors d'une représentation par un shogun Ashikaga, qui en fait ses protégés. Pendant toute sa vie d'artiste, Zeami s'efforce d'éclaircir et codifier le Sarugaku no nō, alors empreint de danses populaires, en un art d'esthétisme et de raffinement.
Il énonce tous les grands principes du nô, il en théorise les principes esthétiques dans ses traités comme le Fūshi kaden, et reste l'auteur de près de la moitié du répertoire actuel. Sous sa direction apparaissent l'ensemble des composantes de cet art : costumes, masques, musique, gestuelle codifiée. Il compose lui-même près de 90 pièces de théâtre ; parmi les plus célèbres : Hagoromo, Takasago, Matsukaze. Ses traités demeurent une référence. Après avoir été transmis de père en fils par les dynasties d'acteurs traditionnels, ils ne sont redécouverts par le public qu'en 1909. Fūshi kaden (La Transmission de la fleur artistique ou La Tradition secrète du nô) également appelée Kaden sho est sans doute son ouvrage le plus respecté. Il y expose la manière de faire « fleurir » l'interprétation d'un personnage. Dans ce livre, écrit en exil, il fait ainsi référence au concept de yūgen (le « charme subtil ») comme base de l'art du théâtre et de son enseignement .
En 1422, à 59 ans, Zeami se détache du « monde flottant » pour entrer en religion. Sa succession est transmise à ses fils qui disparaissent prématurément, puis à son gendre, Komparu Zenchiku (金春 禅竹), qui reprend ses enseignements et les fait survivre. En 1434, il est exilé pour une raison inconnue à Sadogashima. Il sera autorisé à revenir au Japon continental en 1441, où il meurt en 1443. Aujourd'hui encore, les pièces de Zeami sont les plus jouées du répertoire du théâtre nô.

## Œuvres
- Atsumori
- Eguchi
- Yamanba
- Aoi no ue
- Takasago
- Izutsu
- Sekidera Komachi

### Œuvres traduites en français
- La Tradition secrète du nō (traduit par René Sieffert[7]) incluant :
  - Fûshikaden
  - Kakyô
  - Shikadô
  - Nikyoku santai ningyôzu
  - Yûgaku shûdô fûken
  - Fushizuke shidai
- Une journée de nô (recueil de pièces traduit par René Sieffert[7])
- L'Île d'or (Kintosho, 1436)
- La Lande des mortifications (recueil de pièces)
- Tomonoga, trad. Gaston Renondeau, dans Les Théâtres d'Asie, Éditions du Centre national de la recherche scientifique, 1961